# Franz Kruckenberg
Franz Friedrich Kruckenberg, né le 21 août 1882 à Uetersen, mort le 19 juin 1965 à Heidelberg, est un ingénieur ferroviaire allemand, pionnier de la grande vitesse sur rail.

## Biographie
Issu d'une vieille famille de commerçants hambourgeois, ingénieur diplômé initialement orienté sur la construction navale, il développe dès avant la Première Guerre mondiale des modèles d'avions de combat et de dirigeables. Il critique toutefois ces derniers en raison des risques d'explosion que comporte l'utilisation de l'hydrogène, et est sceptique quant aux utilisations civiles des avions vu leurs hauts coûts d'exploitation.
Après la guerre il ouvre un bureau d'ingénierie à Heidelberg. Il conçoit un nouveau modèle de monorail suspendu mais ne peut construire de prototype faute de financement. Il fonde plus tard avec Hermann Föttinger la société Flugbahn-Gesellschaft mbH afin de mettre au point le fameux Schienenzeppelin, dont les premiers essais ont lieu le 25 septembre 1930 et qui remportera l'année suivante un record de vitesse sur rail qui allait tenir plus de 20 ans.
Cet automoteur à hélice était censé appliquer aux transports terrestres les avantages de l'avion et du Zeppelin sans leurs inconvénients, mais ne parviendra pas à prouver sa viabilité économique. En revanche, son profil aérodynamique très en avance sur son temps et son principe de construction allégée continuent à inspirer la conception des trains à grande vitesse.
Kruckenberg reprit le dessin de cet engin pour développer l'autorail rapide SVT 137 155 (de). Cette rame réversible prototype, composée de trois voitures (dont deux motrices aux deux extrémités) reliées par des bogies Jakobs, se caractérisait par son entraînement diesel-hydraulique. Lors des essais en juin 1939 elle atteignit la vitesse de 215 km/h. En sont directement dérivés les autorails hautes performances des séries VT-11 (de) « TEE » et VT 18, mis en service respectivement dans les années 1950 en  Allemagne de l'Ouest et dans les années 1960 en Allemagne de l'Est.